# Franciszek Rozwadowski
Franciszek Roman Michał Jordan Rozwadowski herbu Trąby (ur. 6 lipca 1848 we Lwowie, zm. 28 listopada 1916 tamże) – polski ziemianin, poseł, działacz społeczny i gospodarczy w Galicji.

## Życiorys
Urodził się 6 lipca 1848 we Lwowie. Był wnukiem Kazimierza oraz synem Wiktora (1812-1858, oficer powstania listopadowego) i Emilii Szymanowskiej herbu Ślepowron (zm. 1848). Miał braci Bartłomieja (1846-1882), Tomisława (1841-1920), Tadeusza.
Uczestniczył w powstaniu styczniowym 1863, walczył w oddziale Miłkowskiego, został ranny w bitwie pod Kostangalią, stoczonej 15 lipca 1863 z Rumunami. W insurekcji brali udział także jego bracia, a Tadeusz poległ pod Małaszowem.
Ukończył studia prawnicze. Następnie skupił się na pracy rolnictwie. Był właścicielem dóbr ziemskich, władał majątkiem Dołpotów. Doprowadził swoje gospodarstwo na wysoki poziom.
Od około 1874 do około 1879 był członkiem C. K. Powiatowej Komisji Szacunkowej w Kałuszu, ponownie około 1882/1883. Od około 1885 do około 1889 był jednym z dyrektorów Powiatowej Kasy Oszczędności w Kałuszu. Od około 1887 do około 1894 był kuratorem Fundacji Dobroczynnej Sikorskich (założonej przez Mariannę Sikorską z domu Kołłątaj; wspierającą zakłady głuchoniemych i ociemniałych m.in. Zakład Ciemnych we Lwowie; majątek zakładowy stanowiły dobra Trześniów i Buków). Działał we władzach Zakładu Wychowawczego dla Chłopców pod Opieką św. Antoniego z Padwy we Lwowie, był zastępcą członka dyrekcji od około 1893 do około 1905, a następnie od około 1905 do około 1912 członkiem dyrekcji. Od około 1890 był szacownikiem sądowym dóbr ziemskich przy C. K. Sądzie Obwodowym w Stanisławowie. W działającym w ramach Towarzystwa Wzajemnych Ubezpieczeń w Krakowie Zakładzie Ubezpieczenia Robotników od Wypadków dla Galicyi i Bukowiny we Lwowie był członkiem zarządu z grona przedsiębiorców oraz do około 1897 także członkiem wydziału administracyjnego, od około 1911 zastępcą przewodniczącego wydziału administracyjnego, a w ostatnich latach życia zastępcą prezesa zarządu.
Był aktywny na polu politycznym, wybierany z grupy większych właścicieli ziemskich był członkiem Rady c. k. powiatu kałuskiego około 1875/1876, potem ponownie od około 1877, od około 1879 do około 1890 członkiem wydziału, później od około 1891 był wyłącznie członkiem Rady, wybranym z grupy gmin miejskich, od około 1897 do około 1901 członkiem Rady wybranym ponownie z grupy większych posiadłości, od około 1904 do około 1910 ponownie członkiem Rady wybranym po raz wtóry z grupy gmin wiejskich, a od około 1910 do końca życia członkiem Rady wybranym po raz kolejny z grupy większych posiadłości. Przez 12 lat był posłem na Sejm Krajowy Galicji, wybierany w I kurii w obwodzie stryjskim w VII kadencji (1895-1901) i VIII kadencji (1901-1907). Pełniąc mandat występował w obronie narodowego posiadania.
Przy C. K. Namiestnictwie Galicji we Lwowie od około 1887 do około 1904 był zastępcą delegata Wydziału Krajowego w C. K. Dyrekcji Funduszów Indemnizacyjnych, od około 1897 do około 1904 był zastępcą stałego członka C. K. Komisji Krajowej dla Spraw Odkupu i Uporządkowania Ciężarów Gruntowych, od około 1904 do końca życia był zastępcą delegata wydziału krajowego w C. K. Krajowej Komisji Agrarnej, a mianowany przez C. K. Namiestnika od około 1908 do około 1910 był członkiem zarządu C. K. Dyrekcji Galicyjskiego Funduszu Propinacyjnego.
Aktywnie udzielał się w życiu gospodarczym i ziemiańskim. Przez wiele lat był czynnym członkiem C. K. Galicyjskiego Towarzystwa Gospodarskiego, początkowo od około 1874 oddziału żurawieńskiego, potem od około 1879 do początku XX wieku oddziału kałuskiego. Był działaczem C. K. Galicyjskiego Towarzystwa Kredytowego Ziemskiego, lokalnie był zastępcą prezesa wydziału okręgowego Kałusz-Dolina do około 1889, a centralnie był delegatem powiatu kałuskiego od 1876 do 1887, zastępcą dyrektora od 1886 do około 1889, jednym z dyrektorów od około 1889, następnie zastępcą prezesa od 1 marca 1905 do końca życia. Od około 1904 co najmniej do 1914 sprawował stanowisko prezesa Banku Melioracyjnego we Lwowie. Od około 1905 do około 1910 był prezesem rady zawiadowczej I Galicyjskiego Towarzystwa Akcyjnego dla Przemysłu Chemicznego we Lwowie. Od około 1908 był członkiem Towarzystwa Galicyjskiej Kasy Oszczędności we Lwowie. Był też wiceprezesem rady nadzorczej Związku Ziemian, członkiem rady nadzorczej Związku Gorzelni Rolniczych. Podczas I wojny światowej zasiadał w sekcji finansowej Czerwonego Krzyża oraz w Komitecie Pomocy dla Inwalidów Wojennych.
Około 1910 został odznaczony Krzyżem Komandorskim Orderu Franciszka Józefa.
W 1875 poślubił Marię Scholastykę Wiktor herbu Brochwicz (ur. 1854 lub 1859, zm. 1940, córka Jakuba Wiktora i Leopoldyny z domu Zatorskiej). Ich dziećmi byli: Adam (1876-1957, oficer wojskowy, żonaty z córką Jana Trzecieskiego), Tomisław (1877-1897), Władysław (1879-1935, żyjący na gospodarstwie w Dołpotowie), Jerzy (1881-1966, inżynier zatrudniony w C. K. Wydziale Krajowym), Zofia (1886-1953, po mężu Smoleńska).
Do końca życia zamieszkiwał we Lwowie przy ulicy Ludwika Nabielaka 30. Zmarł w tym mieście 28 listopada 1916 w wieku 68 lat. Został pochowany na Cmentarzu Łyczakowskim we Lwowie 1 grudnia 1906 przy tłumnym udziale żałobników (w tym samym miejscu spoczęła wcześniej Leopoldyna Wiktorowa).